# ジャン1世 (エノー伯)
ジャン1世・ダヴェーヌ（Jean Ier d'Avesnes, 1218年5月1日 - 1257年12月24日）は、エノー伯（在位：1246年 - 1257年）。ウッファリーズ（現在のベルギー・リュクサンブール州）生まれ。父はアヴェーヌ領主ブシャール4世、母はフランドル女伯兼エノー女伯マルグリット2世。異父弟にギヨーム・ド・ダンピエール、ギー・ド・ダンピエール。

## 生涯
1221年に父と母が離婚、1223年に母はダンピエール伯ギヨーム2世と再婚、ギヨーム、ギー、ジャンら3人の子を儲けたが、1244年にマルグリットがギヨームを後継者に指名したことに反発、戦争を起こした（フランドル継承戦争）。1246年にフランス王ルイ9世の調停を受けてエノーを相続することに決まったが、母がエノーを手放さず、翌1247年にフランドルをギヨームに与えたため再戦、1251年のギヨームの死後、その弟のギーとの戦いを継続、1253年にギーに勝利、エノーの領有を果たしたが、1257年に急死した。エノーは子のジャンではなく、母が再び領有した。

## 子女
1246年にホラント伯フロリス4世の娘アーデルハイトと結婚、6人の子を儲けた。
- ジャン2世（1247年 - 1304年） - エノー伯
- ジャンヌ（? - 1304年）
- ブシャール（1251年 - 1296年） - メス司教
- ギー（1253年 - 1317年） - ユトレヒト司教
- ギヨーム（1254年 - 1296年） - カンブレー司教
- フロラン（1255年 - 1297年） - アカイア公、イザベル・ド・ヴィルアルドゥアンと結婚。